# Big Mountain (Band)
Big Mountain ist eine amerikanische Reggae-Band aus San Diego, die 1994 einen internationalen Hit mit dem Lied Baby I Love Your Way hatte.

## Biografie

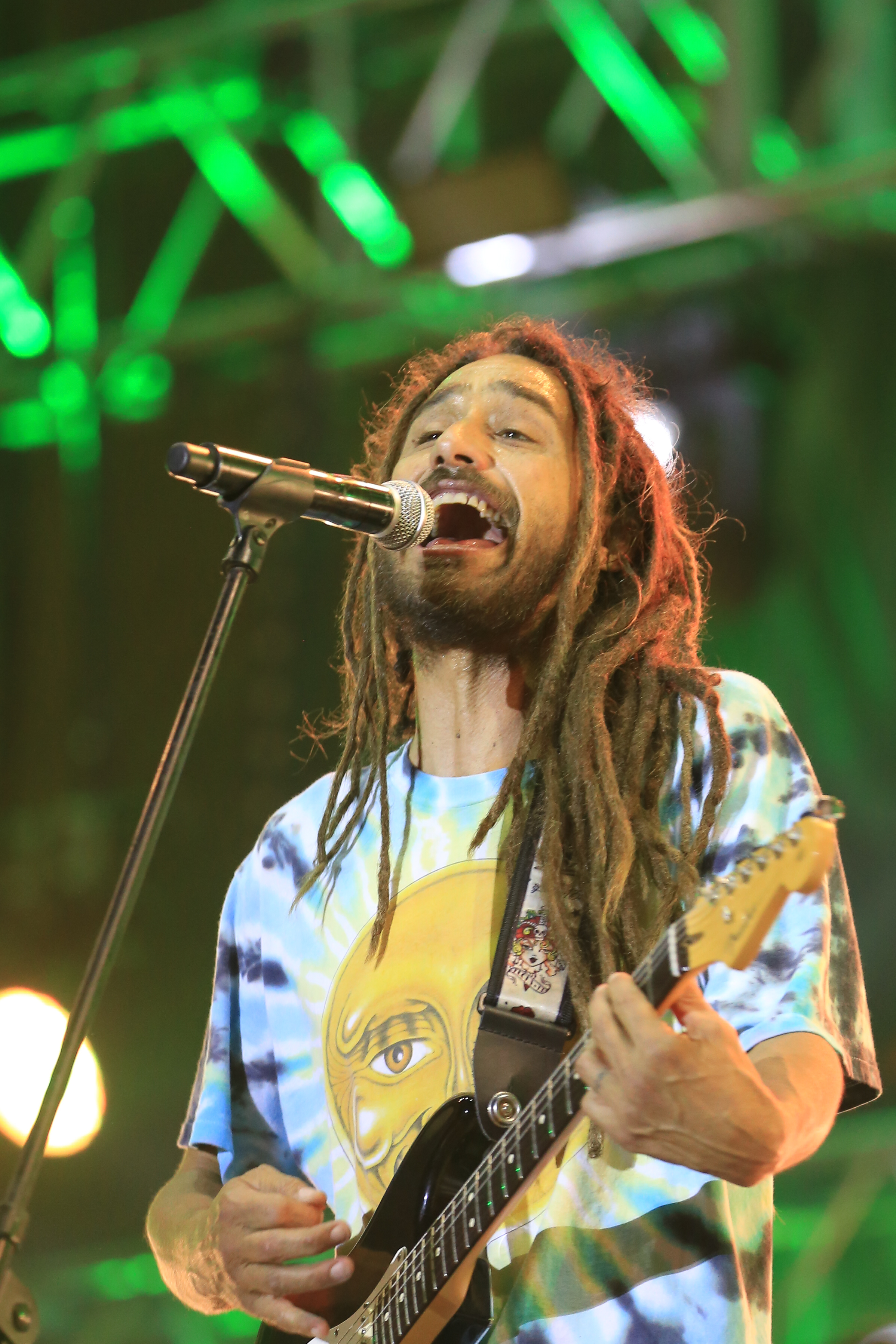
Joaquin „Quino“ McWhinney (2018)

Die Gruppe nannte sich zunächst The Rainbow Warriors, dann Shiloh und später Big Mountain. Ihren internationalen Durchbruch schaffte die Band 1994 mit ihrer Coverversion von Baby, I Love Your Way (im Original von Peter Frampton). Das Lied war auf dem Album Unity und dem Soundtrack zum Film Reality Bites – Voll das Leben enthalten.
Die anderen Single-Auskopplungen konnten nicht an den kommerziellen Erfolg von Baby I Love Your Way anknüpfen und erreichten bestenfalls untere Chartränge. So blieb dieser Titel Big Mountains einziger großer Hit und machte die Gruppe zum One-Hit-Wonder.

## Diskografie

### Alben
| Jahr | Titel | Höchstplatzierung, Gesamtwochen, AuszeichnungChartplatzierungen (Jahr, Titel, Platzierungen, Wochen, Auszeichnungen, Anmerkungen) | Höchstplatzierung, Gesamtwochen, AuszeichnungChartplatzierungen (Jahr, Titel, Platzierungen, Wochen, Auszeichnungen, Anmerkungen) | Höchstplatzierung, Gesamtwochen, AuszeichnungChartplatzierungen (Jahr, Titel, Platzierungen, Wochen, Auszeichnungen, Anmerkungen) | Höchstplatzierung, Gesamtwochen, AuszeichnungChartplatzierungen (Jahr, Titel, Platzierungen, Wochen, Auszeichnungen, Anmerkungen) | Höchstplatzierung, Gesamtwochen, AuszeichnungChartplatzierungen (Jahr, Titel, Platzierungen, Wochen, Auszeichnungen, Anmerkungen) | Anmerkungen                         |
| Jahr | Titel | DE | AT | CH | UK | US | Anmerkungen                         |
| ---- | ----- | --- | --- | --- | --- | --- | ----------------------------------- |
| 1994 | Unity | DE52 (8 Wo.)DE | AT15 (10 Wo.)AT | CH10 (13 Wo.)CH | — | US174 (5 Wo.)US | Erstveröffentlichung: 19. Juli 1994 |

Weitere Alben
- 1992: Wake Up
- 1995: Resistance
- 1997: Free Up
- 1998: The Best of Big Mountain (Kompilation)
- 2000: Dance Party
- 2002: New Day

### Singles
| Jahr | Titel Album                 | Höchstplatzierung, Gesamtwochen, AuszeichnungChartplatzierungen (Jahr, Titel, Album, Platzierungen, Wochen, Auszeichnungen, Anmerkungen) | Höchstplatzierung, Gesamtwochen, AuszeichnungChartplatzierungen (Jahr, Titel, Album, Platzierungen, Wochen, Auszeichnungen, Anmerkungen) | Höchstplatzierung, Gesamtwochen, AuszeichnungChartplatzierungen (Jahr, Titel, Album, Platzierungen, Wochen, Auszeichnungen, Anmerkungen) | Höchstplatzierung, Gesamtwochen, AuszeichnungChartplatzierungen (Jahr, Titel, Album, Platzierungen, Wochen, Auszeichnungen, Anmerkungen) | Höchstplatzierung, Gesamtwochen, AuszeichnungChartplatzierungen (Jahr, Titel, Album, Platzierungen, Wochen, Auszeichnungen, Anmerkungen) | Anmerkungen |
| Jahr | Titel Album                 | DE | AT | CH | UK | US | Anmerkungen |
| ---- | --------------------------- | --- | --- | --- | --- | --- | --- |
| 1993 | Touch My Light Wake Up      | — | — | — | — | US51 (20 Wo.)US | Autoren: Gregory T. Blakney, Jerome Cruz, M. Reinke, Quino                                                                            |
| 1994 | Baby, I Love Your Way Unity | DE9 (30 Wo.)DE | AT4 (16 Wo.)AT | CH2 (21 Wo.)CH | UK2 Silber · (14 Wo.)UK | US6 Gold · (28 Wo.)US | Erstveröffentlichung: 1. Februar 1994 Produzent: Ron Fair Autor und Original: Peter Frampton, 1975                                    |
| 1994 | Sweet Sensual Love Unity    | — | — | — | UK51 (1 Wo.)UK | US80 (6 Wo.)US | Erstveröffentlichung: 28. Juli 1994 Autor: Quino                                                                                      |
| 1994 | I Would Find a Way Unity    | DE62 (9 Wo.)DE | — | — | — | — | Autor: Diane Warren Produzent: Steve Lindsey                                                                                          |
| 1995 | Get Together Resistance     | DE71 (7 Wo.)DE | — | — | — | US44 (13 Wo.)US | Erstveröffentlichung: Dezember 1995 Autor: Chet Powers Produzent, Arrangeur: Aaron Zigman                                             |
| 1997 | All Kinds of People Free Up | DE75 (9 Wo.)DE | — | — | — | — | Erstveröffentlichung: 23. Juni 1997 Autoren: Sheryl Crow, Kevin Gilbert, Eric Pressley Original: Tina Turner, 1996 auf Wildest Dreams |

Weitere Singles
- 1993: Reggae Inna Summertime
- 1995: Where Do the Children Play
- 1995: Caribbean Blue
- 1997: Let’s Stay Together
- 2011: Leap of Faith

## Auszeichnungen für Musikverkäufe
| Goldene Schallplatte - Dänemark - 2025: für die Single Baby, I Love Your Way - Japan - 1997: für das Album Resistance - Spanien - 2024: für die Single Baby, I Love Your Way | Platin-Schallplatte - Australien - 1994: für die Single Baby, I Love Your Way - Japan - 1994: für das Album Unity 2× Platin-Schallplatte - Neuseeland - 2023: für die Single Baby, I Love Your Way |

Anmerkung: Auszeichnungen in Ländern aus den Charttabellen bzw. Chartboxen sind in ebendiesen zu finden.
| Land/RegionAuszeichnungen für Musikverkäufe (Land/Region, Auszeichnungen, Verkäufe, Quellen) | Silber  | Gold     | Platin     | Verkäufe | Quellen             |
| -------------------------------------------------------------------------------------------- | ------- | -------- | ---------- | -------- | ------------------- |
| Australien (ARIA)                                                                            | —       | —        | Platin1    | 70.000   | aria.com.au         |
| Dänemark (IFPI)                                                                              | —       | Gold1    | —          | 45.000   | ifpi.dk             |
| Japan (RIAJ)                                                                                 | —       | Gold1    | Platin1    | 300.000  | riaj.or.jp          |
| Neuseeland (RMNZ)                                                                            | —       | —        | 2× Platin2 | 60.000   | radioscope.co.nz    |
| Spanien (Promusicae)                                                                         | —       | Gold1    | —          | 30.000   | elportaldemusica.es |
| Vereinigte Staaten (RIAA)                                                                    | —       | Gold1    | —          | 500.000  | riaa.com            |
| Vereinigtes Königreich (BPI)                                                                 | Silber1 | —        | —          | 200.000  | bpi.co.uk           |
| Insgesamt                                                                                    | Silber1 | 4× Gold4 | 4× Platin4 |          |                     |